# Fortún Garcés av Pamplona
Fortún Garcés av Pamplona, död 922, var kung av Pamplona mellan 882 och 905.